# Velenice (Liberec)
Velenice é uma comuna checa localizada na região de Liberec, distrito de Česká Lípa‎.